# Ferdinandea aurea
Ferdinandea aurea är en tvåvingeart som beskrevs av Camillo Rondani 1844. Ferdinandea aurea ingår i släktet guldblomflugor, och familjen blomflugor.
Artens utbredningsområde är Italien. Inga underarter finns listade i Catalogue of Life.